# Ambronay
Ambronay je francouzská obec v departementu Ain v regionu Auvergne-Rhône-Alpes. V roce 2010 měla 2362 obyvatel.

## Historie
V 8. století byl ve vesnici založen benediktýnské opatství Notre-Dame d'Ambronay, situovaný v jejím centru. Opatství, které dříve vzkvétalo, bylo zpustošeno během Francouzské revoluce.
Zkáze byl ušetřen kostel, který je dnes opět slouží původním účelům, přestože se v něm dříve přechodně nacházela konírna. Díky výtečné akustice jeho prostor se v něm koná mezinárodní festival barokní hudby.